# Raimundo Olabide
Raimundo German Olabide Carrera ou Erramun Olabide, né le 15 mars 1869 à Vitoria-Gasteiz et mort le 9 septembre 1942 à Toulouse, un prêtre, linguiste, traducteur, écrivain et académicien basque espagnol de langue basque et espagnole.

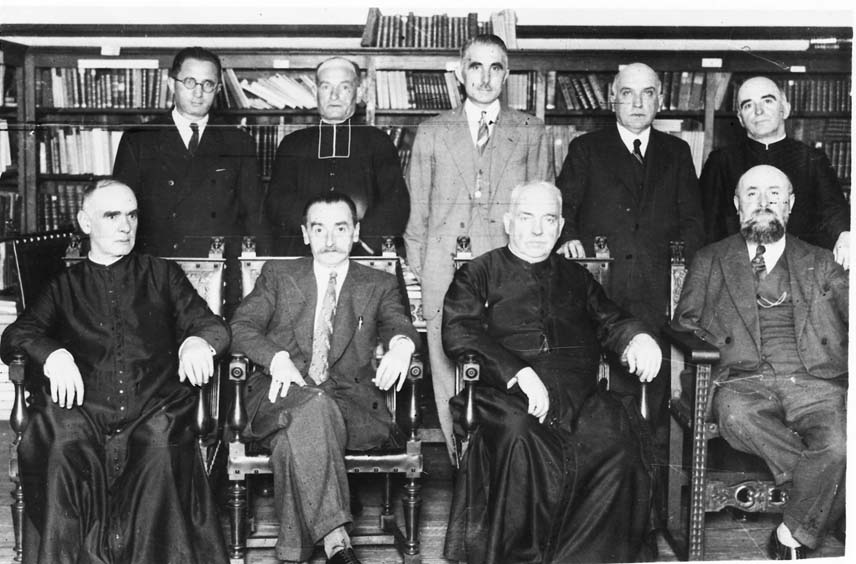
Réunion en 1927 à l'Euskaltzaindia. Haut: Orixe, Jean Elizalde, Seber Altube, Julio Urkixo et Erramun Olabide. Bas: Juan Bautista Eguzkitza, Bonifazio Etxegarai, Resurreccion Maria Azkue et Georges Lacombe.

## Biographie
Erramun Olabide commence ses études du baccalauréat au collège des Jésuites d'Orduña en 1880 et rentre au noviciat de Loyola quatre ans plus tard. Entre 1894 et 1899, il exerce comme Magistère dans les collèges de l'Ordre de Valladolid, de Salamanque, d'Oña et de Gijón. En 1896, à 27 ans, Raimundo Olabide entreprend l'étude du basque qu'il ignore. Il poursuit ses études théologiques et se fait ordonner prêtre à Oña en 1904. En 1906, il obtient une licence en philosophie et en lettres à l'université de Salamanque et tout de suite renoue avec son travail de professorat et ses études de l'euskara.
Sept ans après, en 1914, son premier travail apparaît en basque: Loyola'tar Eneko Deunaren Gogo Iñarkunak, une traduction de "Ejercicios Espirituales de San Ignacio de Loyola". Erramun Olabide est un professeur dans le collège de La Guardia, Camposancos (Pontévédra). En 1917, son œuvre Giza-Soña est éditée à Toulouse.
Erramun Olabide participe au Ier Congrès d'études basques d'Oñati (1918). L'année suivante, il est nommé académicien  à Euskaltzaindia ou Académie de la langue basque. En 1920, sa traduction Kristo"ren Antzbidea ("La Imitación de Cristo") apparaît à Saint-Sébastien. En 1921, Erramun Olabide initie deux travaux importants : Giza-gogoa ("El alma humana") et la traduction de la Bible. En 1931, il publie à Bilbao Itun-Berria ("Nouveau Testament")et un an plus tard, il est hospitalisé dans le Couvent des franciscains d'Arantzazu. En 1937, Erramun Olabide se trouve à Guernica durant le bombardement. Entre 1937 et 1942, il termine sa traduction de la Bible en étant exilé au Collège de l'Immaculée conception de Toulouse.
En 1958, Itun Zar eta Berria ("Antiguo y Nuevo Testamento"), son œuvre majeure est publiée à Bilbao. Le 15 mars 1959, un premier hommage est célébré en sa mémoire dans la ville de Vitoria-Gasteiz.
Son œuvre maitresse est une traduction puriste la Bible, une première traduction complète publiée en Hegoalde. Son concept de langue future repose sur l'expérimentation, sur l'élaboration d'une langue littéraire impeccable, nouvelle, au moyen de l'utilisation d'éléments extraits de tous les dialectes. Pour cela, il aura analysé et instrumentalisé le Dictionnaire très riche d'Azkue qui lui a servi d'une carrière à un travail polémique mais irremplaçable.